# Antonsdóttir
Antonsdóttir ist ein isländischer Name.

## Bedeutung
Der Name ist ein Patronym und bedeutet Antons Tochter. Die männliche Entsprechung ist Antonsson (Antons Sohn).

## Namensträgerinnen
- Hildur Antonsdóttir (* 1995), isländische Fußballspielerin
- Kristrún Rut Antonsdóttir (* 1994), isländische Basketball- und Fußballspielerin